# Station Zandberg (België)
Station Zandberg is een voormalige spoorweghalte aan de spoorlijn 73A, in de wijk Zandberg van de gemeente Ingelmunster.
0,0: Tielt ·
5,5: Meulebeke ·
8,5: Zandberg ·
11,0: Ingelmunster